# Гийу, Ян
Ян Оскар Сверре Люсьен Анри Гийу (швед. Jan Oskar Sverre Lucien Henri Guillou; род. 17 января 1944) — шведский писатель, публицист, журналист.

## Биография
Родился 17 января 1944 года в Сёдертелье в семье служащего французского посольства Шарля Анри Огаста Гийу и Марианны Бритты Сольвейг Ботольфсен, которая была дочерью разбогатевшего инженера норвежского происхождения. Из-за французского происхождения отца Гийу при рождении получил французское гражданство, но в 1975 году также получил шведское подданство. 
Его родители развелись после того, как отец Гийу покинул Швецию. Вскоре его мать вторично вышла замуж за человека низкого социального происхождения, и семья перебралась в Норрчёпинг, где у Гийу родилась младшая единоутробная сестра Пиа. Методы воспитания у отчима оказались довольно суровыми, впоследствии Гийу описал их в своём романе «Зло». В Норрчёпинге Гийу проучился два года в местной начальной школе, где работал отчим, но затем семья переехала в Сальтшёбаден, где Гийу проучился ещё два года в местной начальной школе, после чего перешёл в реальную школу Ваза-Рил, откуда затем был исключён за нападение, воровство и вымогательство. После этого его отправили в школу-интернат Сольбака в Сёдерманланде, где он проучился с января 1959 года до конца весны 1960 года (тамошние годы он также описал в романе «Зло»). Закончив в 1964 году Виггбюхольмскую школу, Гийу два года изучал юриспруденцию.
Достоверность того, что у Гийу была тяжёлая юность из-за тирании отчима и из-за условий обучения в Сольбаке, в разное время оспаривалась как его матерью и сводной сестрой, так и одноклассниками и учителями. В 1966 году Гийу написал в газете «FIB aktuellt» разгромную статью о Сольбаке, что, предположительно, стало причиной или катализатором того, что после школьный реформы 1970 года Риксдаг не дал Сольбаку статус национальной школы, из-за чего интернат лишился господдержки и вынужден был завысить плату за обучение, что привело к его закрытию спустя три года.

## Журналистская карьера
Его журналистская карьера началась в газете «FIB aktuellt», где он стал автором нескольких громких разоблачений, однако некоторое время спустя Гийу вступил в конфликт с главным редактором и был уволен. После увольнения он сотрудничал с газетами «Векку-Шурнален» и «Се», но новые конфликты заставили его прекратить сотрудничество с ними: в первой он разошёлся во взглядах относительно ввода советских войск в Чехословакию, а во второй из-за того, что там отказались опубликовать его репортаж о шпионаже за палестинскими активистами, который осуществляли израильские спецслужбы в Стокгольме.
Гийу продолжил писать в различных газетах левого направления. Затем он стал работать на газету «Бильд/Культурфронт», где в 1973 году вместе с Петером Браттом опубликовал серию статей о шведской секретной службе ИБ, о существовании которой ни общественности, ни шведскому риксдагу ранее ничего не было известно. В этих статьях в частности была предана огласке деятельность ИБ по регистрации и наблюдению за коммунистами. Разоблачение вызвало горячие дебаты и имело юридические последствия для Гийу — 23 октября 1973 года его вместе в Петером Браттом и Хоканом Исаксоном арестовали. В ходе судебного разбирательства его осудили за «шпионаж» сроком на один год. После подачи жалобы в апелляционный суд срок заключения был снижен до 10 месяцев. После освобождения Гийу продолжил работать в газете, однако через некоторое время её руководство изменило своё отношение к «скандальным репортажам», и ему пришлось её покинуть.
В 2009 году Гийу публично признал, что в своё время был завербован КГБ и получал деньги от них за то, что собирал данные о шведских политиках. Начать судебное дело против него по обвинению в шпионаже оказалось невозможным ввиду истечения срока давности.
Сегодня Ян Гийу является одним из самых известных независимых журналистов Швеции, чему способствует его скандальная репутация.

## Писательская карьера
Свою писательскую карьеру Гийу начал в 1971 году, выпустив роман «Если придёт война». В 1975 году он вместе со своей будущей женой Мариной Стаг посетил Ирак, результатом чего стала книга «Ирак — новая Аравия», вышедшая в 1977 году. Среди книг Гийу самыми популярными являются романы о шведском разведчике Карле Хамильтоне и рыцаре-тамплиере Арне Магнуссоне. По мотивам произведений об Арне Магнуссоне были сняты фильмы «Арн: рыцарь-тамплиер» (2007) и «Арн: королевство в конце пути» (2008).

## Политические взгляды
В 60-е и 70-е годы Гийу был коммунистом маоистского толка, он состоял в Коммунистической партии Швеции. В последние годы он заявляет, что больше не является ни маоистом, ни коммунистом, но просит считать себя социалистом.
Ян Гийу начиная с 1970-х годов выступает за разрушение государства Израиль, выражая надежду, что Израиль полностью прекратит существовать. Он называет Израиль страной апартеида.
На Гётеборгской книжной ярмарке 2001 года вызвал скандал, демонстративно покинув зал во время минуты молчания в память жертв террористических актов 11 сентября 2001 года.
В 2006 году заявил в газете «Афтонбладет»: «Не верьте ничему, что пишут об Аль-Кайде. Это всё антимусульманская пропаганда».

## Произведения

### Романы о Карле Хамильтоне
- Красный петух (1986, Coq Rouge)
- Террорист-демократ (1987, Den demokratiske terroristen)
- I nationens intresse (1988, В интересах государства)
- Fiendens fiende (1989, Враг врага)
- Den hedervärde mördaren (1990, Почтенный убийца)
- Vendetta (1991, Вендетта)
- Ingen mans land (1992, Ничейная земля)
- Den enda segern (1993, Единственная победа)
- I hennes majestäts tjänst (1994, На службе её королевского величества)
- En medborgare höjd över varje misstanke (1995)
- Madame Terror (2006, Мадам Террор)
- Men inte om det gäller din dotter (2008, Но только если это не касается твоей дочери)

### Романы о Арне Магнуссоне
- Путь в Иерусалим (1998, Vägen till Jerusalem)
- Tempelriddaren (1999, Тамплиер)
- Riket vid vägens slut (2000, Королевство в конце пути)
- Arvet efter Arn (2001, Наследство Арна)

### Романы о Еве Юнсен-Танги
- Tjuvarnas marknad (2004, Рынок воров)
- Fienden inom oss (2007, Враг внутри нас)

### Прочие произведения
- Om kriget kommer (1971, Если придёт война)
- Det stora avslöjandet (1974, Большое разоблачение)
- Handbok för rättslösa (1975, Руководство для бесправных)
- Journalistik (1976, Журналистика)
- Irak — det nya Arabien (1977, Ирак — новая Аравия), в соавторстве с Мариной Стаг
- Ondskan (1981, Зло)
- Gudarnas berg (1990, Гора богов) — роман для детей
- Ordets makt och vanmakt (2009, Сила слова и сила дружбы) - автобиография
- Häxornas försvarare (2002, Адвокат ведьм)

### Экранизации произведений Гийу
1989 — Täcknamn Coq Rouge (Псевдоним «Красный петух»; по роману «Красный петух») 

1989 — Förhöret (Допрос; по роману «Враг врага»)

1990 — Fiendens fiende (телесериал «Враг врага» по одноимённому роману)

1992 — Den demokratiske terroristen (Террорист-демократ; по одноимённому роману)

1995 — Vendetta (Вендетта; по одноимённому роману)

1995 — Vendetta (телесериал «Вендетта»; по одноимённому роману)

1995 — Tribunal (Трибунал; по роману «En medborgare höjd över varje misstanke»)

1998 — Hamilton (Хамильтон; по романам «Ничейная земля» и «Единственная победа»)

2003 — Зло (по одноимённому роману)

2007 — Арн: рыцарь-тамплиер (по романам «Путь в Иерусалим» и «Тамплиер»)

2008 — Арн: королевство в конце пути (по роману «Королевство в конце пути»)
2023 — Абсолютное зло (мини-сериал, по роману "Зло")

## Награды
- 2014 — Ленинская премия «Общества Яна Мюрдаля»[швед.] за несгибаемость и осознанное движение по собственному пути"[9][10]